# 米洛斯·特里夫诺维奇
米洛斯·特里夫诺维奇（Mилoш Tpифунoвић，1984年10月15日—），是一名塞尔维亚职业足球运动员，司职前锋。现在效力于哈萨克斯坦足球超级联赛球队阿特劳。

## 俱乐部生涯
特里夫诺维奇出身于塞尔维亚足球豪门贝尔格莱德红星青训，但并没有得到晋升一线队的机会。他在低级别球队里布尼察开始职业足球生涯，之后又辗转于FK贝尔格莱德、杰汀茨沃、哈尔姆斯塔德、博拉茨和扎沃尔等球队。2009年12月，特里夫诺维奇转会回到贝尔格莱德红星。2011年初，他被租借到乌兹别克职业足球联赛球队本尤德科。他代表球队出场25次，取得17个进球，在获得联赛最佳射手的同时也帮助球队连续第四年获得联赛冠军。
2012年2月，中国足球超级联赛球队辽宁宏运宣布和特里夫诺维奇签约一年，附加未来两年的优先续约权，年薪和转会费总计达创俱乐部纪录的150万欧元。
2014年2月22日，特里夫诺维奇加盟哈萨克斯坦足球超级联赛球队阿特劳，双方签订了一份为期一年的合同。

## 荣誉

### 俱乐部
- 贝尔格莱德红星
  - 塞尔维亚杯：2009/10

- 本尤德科
  - 乌兹别克职业足球联赛：2011

### 个人
- 乌兹别克职业足球联赛最佳射手：2011
- 乌兹别克职业足球联赛最佳阵容：2011